# Siegfried Dinsel

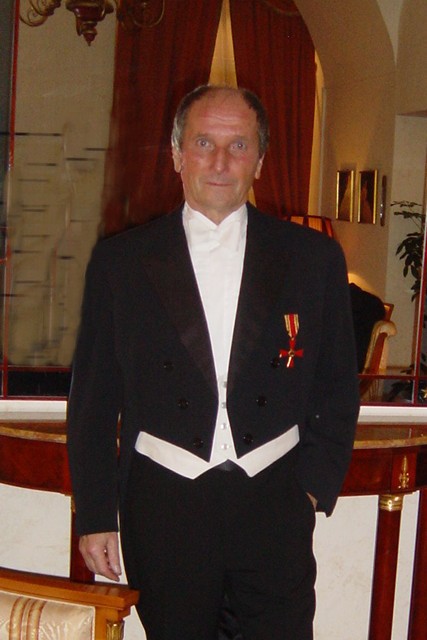
Siegfried Dinsel im Frack mit Bundesverdienstkreuz am Bande

Siegfried Dinsel (* 27. Mai 1934 in Unterpörlitz, Thüringen; † 24. April 2024) war ein deutscher Tennisfunktionär. Er war vierzig Jahre lang ehrenamtlich im Bayerischen Tennis-Verband und im Deutschen Tennis Bund tätig.

## Leben
Dinsel besuchte von 1939 bis 1948 die Volksschule in Heldburg in Thüringen, danach war er Internatsschüler am Hennebergischen Gymnasium in Schleusingen und schloss das Gymnasium 1952 mit dem Abitur ab. Bis zu seinem Vordiplom studierte er an der Technischen Universität Dresden und ab 1955 bis zum Hauptdiplom an der Technischen Universität München die Fachrichtung Hochfrequenz- und Nachrichtentechnik. Mit einem fernsehtechnischen Thema absolvierte er 1958 seine Diplomarbeit am Institut für Rundfunktechnik und beendete sein Studium erfolgreich als Diplom-Ingenieur. Fünfzig Jahre später, im Jahr 2009, verlieh ihm die Technische Universität München das Goldene Diplom.
Siegfried Dinsel starb am 24. April 2024 im Alter von 89 Jahren.

### Beruflicher Werdegang
Von 1958 bis zu seinem Ruhestand 1998 war er als wissenschaftlicher Mitarbeiter am Institut für Rundfunktechnik tätig, einem Forschungs- und Entwicklungsinstitut der Rundfunkanstalten in Deutschland (ARD und ZDF), Österreich (ORF) und der Schweiz (SRG). Erster Schwerpunkt seiner Tätigkeiten waren Entwicklungen zur Verbesserung des analogen Fernsehens. Aktiv war er an den Untersuchungen zur Festlegung und späteren Einführung des in Deutschland entwickelten Farbfernsehstandards PAL beteiligt. Als verantwortlicher Entwickler des Stereotons beim Fernsehen, begleitete er die internationale Standardisierung bis zu seiner Einführung im Jahr 1982. Dafür wurde ihm der mit 20.000 DM dotierte Eduard-Rhein-Preis für hervorragende medientechnische Innovationen verliehen.
Als Vorsitzender und Mitglied verschiedener internationaler Arbeitsgruppen der Internationalen Fernmeldeunion ITU und der Europäischen Rundfunkunion EBU war er verantwortlich tätig an der Entwicklung und Festlegung europa- und weltweiter einheitlicher digitaler Fernsehnormen. Bei den Arbeitsthemen Hochauflösendes Fernsehen (HDTV) und Digitales Terrestrisches Fernsehen (DVB-T) vertrat er als Projektleiter die Bundesrepublik Deutschland und die Deutschen Rundfunkanstalten in den zuständigen internationalen Organisationen. Die Verteilung von Fernsehsignalen über Kabel, sowie die Festlegung des neuen digitalen Kabelstandards DVB-C, die Entwicklung moderner digitaler Set-Top-Boxen und geeignete Verschlüsselungs-Techniken für Pay-TV waren weitere Arbeitsthemen. Im Rahmen eines Entwicklungshilfeprojekts unterstützte er im Auftrag der Deutschen Rundfunkanstalten und des Deutschen Außenministeriums in New Delhi das indische Fernsehens Doordarshan, beim Aufbau des Satelliten-Fernsehens in Indien. Er war Leiter der ITU-Spezialisten-Gruppe zur Vorbereitung der afrikanischen Fernseh-Planungskonfernz Nairobi. Eine Reihe von Patenten spiegeln die Ergebnisse aus 40 Jahren Forschungs- und Entwicklungsarbeit wider.

### Ehrenamt und Verbandstätigkeit
Seit 1970 war Siegfried Dinsel ehrenamtlich im Bayerischen Tennis-Verband und ab 1980 im Deutschen Tennis-Bund tätig. Lange vor der Heimcomputer- und PC-Ära entwickelte er 1976 als Sportwart des Tennisbezirks München das erste rechnergesteuerte Programm zur Terminplan-Erstellung für die 2000 Tennis-Mannschaften Bayerns. Das Programm auf DOS-Basis stellte er kostenlos auch allen anderen deutschen Tennis-Verbänden zur Verfügung. Noch heute erfolgt die Terminplanung der Mannschaften Bayerns und in Deutschland auf der Basis seiner Programmstruktur aus den 70er-Jahren. Bereits 1983, lange vor dem Start des offiziellen Internets entwickelte er auf der Plattform des Internet-Vorläufers Bildschirmtext (Btx) den ersten Online-Ergebnisdienst für Bayerns Tennisspieler. Als Seniorensportwart des Bayerischen Tennis-Verbands war er im sportlichen Bereich viele Jahre für die Altersklassen Damen und Herren 30 und älter verantwortlich. 1987 wurde er in die Senioren-Kommission des Deutschen Tennis Bundes berufen und war aktiv an der Gründung neuer Senioren-Mannschafts-Wettbewerbe der Altersklassen 30, 35, 60, 65, 70 und 75 beteiligt. Als Mitglied und Seniorenvertreter im Ranglisten-Ausschuss widmete er sich als IT-Spezialist viele Jahre den Ranglisten-Systemen und optimierte die Online-Ergebniserfassung. Federführend entwickelte er das neue verbesserte und transparente TRP-Ranglisten-Systeme (Turnier-Runden-Punkte) für Senioren, das mit relativ geringem manuellem Aufwand vierteljährlich erscheinende Ranglisten erlaubt.

## Ehrungen
- 1982: Verleihung des mit 20.000 DM dotierten Eduard-Rhein-Preises für die Entwicklung des Stereotons beim Fernsehen.
- 2001: Verleihung des Bundesverdienstkreuzes am Bande für die Verdienste um die Entwicklung der Fernsehtechnik und für seine langjährige ehrenamtliche Tätigkeit für den Deutschen Tennissport.[8]
- 2008: Goldene Ehrennadel des Bayerischen Tennis-Verbandes.[9]
- 2009: Silber-Vergoldeten Ehrennadel des Deutschen Tennis Bundes.[10]

## Schriften
- Empfangstechniken für Hörfunk und Fernsehen. In: Medienwissenschaft. 2. Teilband. de Gruyter, Berlin 2001, ISBN 3-11-016326-8, S. 1353–1361.
- Quadratur-Korrektur für analoge Fernsehsysteme. In: SMPTE Mot.Imag. January 1. 1966 vol 75 no 2-25.
- Additional Sound Channels and Stereophonic Transmission in Television. In: AES E-Library, AES Convention. 47, March 1974, Paper No C-1.
- Die Kapazitätssituation beim Kabel-Fernsehen. In: Media Perspektiven. Nr. 8, 1983, S. 546–550.
- Die Technik der Verschlüsselung von Fernsehsignalen in Pay-TV. hrsg.: Verband privater Rundfunk und Telekommunikation (VPRT). Bonn, 10/1991.
- Geschichte und Perspektiven des Fernsehens. Hennebergisches Gymnasium Schleusingen, Mitteilungsblatt Nr. 16, Dezember 2002.